# PBエア

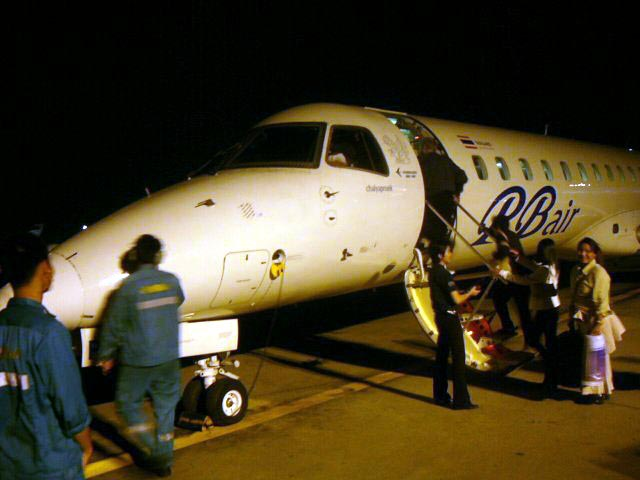
サコンナコーン空港で搭乗業務中のERJ 145LR

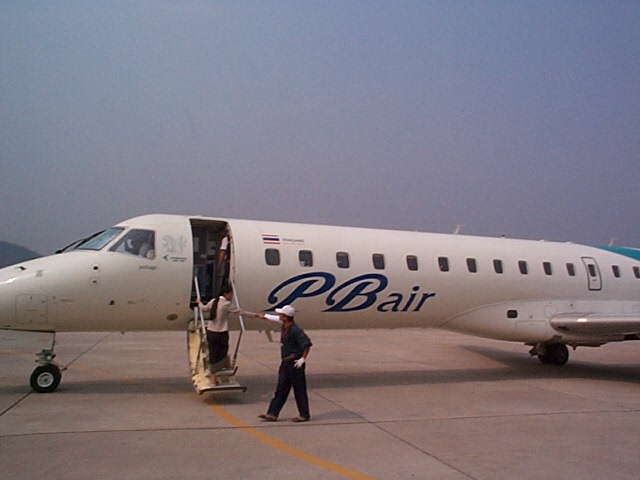
ルアンパバーン国際空港で駐機中のERJ 145 LR

PBエア（PBair）はタイのバンコクを中心に航路を展開した航空会社である。

## 概要
1990年にピヤ・ピロームパック博士が創設した。創設者の英語表記Piya Bhirombhakdiの頭文字を取ってこの会社名になった。当初はビア・シンで有名なブンロート・ブリュワリー社社員を輸送するための航空会社であったが、1995年にチャーター便の営業許可を取得し、4年後には定期便のサービスを開始した。2009年10月、全便の運航を停止した。

## 運航路線
国内線
- バンコク ～ ランパーン
- バンコク ～ ナーン
- バンコク ～ ローイエット
- バンコク ～ サコンナコーン
- バンコク ～ ナコーンパノム
- バンコク ～ ブリーラム

国際線
- バンコク ～ ダナン

## 機材
- ERJ-145LR 2機